# Aloysia gratissima
Aloysia gratissima é uma espécie de Aloysia, popularmente chamada de Erva-de-nossa-senhora ou Erva-da-graça.

## Sinônimos
- Aloysia beckii Moldenke
- Aloysia chacoensis Moldenke
- Aloysia floribunda M.Martens & Galeotti
- Aloysia lycioides Cham.
- Aloysia meyeri Moldenke
- Aloysia mizquensis Ravenna
- Aloysia schulziana Moldenke
- Aloysia sellowii (Briq.) Moldenke
- Aloysia uruguayensis Moldenke
- Lantana virgata Larrañaga
- Lippia affinis Briq.
- Lippia gratissima (Gillies & Hook.) L.D.Benson
- Lippia lycioides (Cham.) Steud.
- Lippia sellowii Briq.
- Verbena gratissima Gillies & Hook.
- Verbena integerrima Larrañaga

## Geral
Há uma planta comum em nosso país, conhecida como Alfazema do Brasil que cresce em forma de arbustos, desgalhados, com flores brancas.
Esse tipo de Alfazema é mais utilizado na área medicinal. A alfazema do Brasil (Aloysia gratissima) também conhecida como: Erva-santa, Erva-cheirosa, Erva-da-graça, Erva-de-colónia, Erva-de-Nossa-Senhora e Mimo-do-Brasil.
Possui várias aplicações na medicina popular como: excitante e aromática, apresentando propriedades medicinais utilizadas em tratamentos para hipertensão, colesterol, dores de cabeça, males estomacais, gripes, nervos e fígado.
Além do uso como chá, as folhas são misturadas à erva-mate para o consumo do chimarrão, as folhas são também condimentares utilizadas especialmente para temperos de carnes de porco.
Já nos jardins, é utilizada como planta ornamental e ocasionalmente como cerca-viva, pois aceita podas drásticas sem comprometer a floração.[5]
Devido as propriedades medicinais, esta espécie vem sendo muito difundida na medicina popular sul-americana e há um crescente interesse no estudo da propagação da planta, devido ao fato de que as populações naturais vêm diminuindo em consequência do desmatamento.